# الدوري الألماني لكرة السلة 2008–09
الدوري الألماني لكرة السلة 2008–09 (بالألمانية: Basketball-Bundesliga 2008/09)‏ هو موسم من الدوري الألماني لكرة السلة. أقيم خلال الفترة 20 سبتمبر 2008 وحتى 25 يونيو 2009، وشارك فيه  18 فريقاً، وفاز فيه إي دبليو إي باسكتس أولدنبورغ.